# フランシスコ・ジェステ
フランシスコ・"フラン"・ハビエル・ジェステ・ナバーロ（Francisco "Fran" Javier Yeste Navarro, 1979年12月6日 - ）は、スペイン・バサウリ出身の元サッカー選手、元サッカー指導者。現役時代のポジションはMF（トップ下、左サイド）。

## 経歴

### アスレティック・ビルバオ
ビスカヤ県バサウリに生まれ、アスレティック・ビルバオの下部組織（レサマ）で育った。サードチームであるCDバスコニア、セカンドチームであるビルバオ・アスレティックと昇格していき、1999年2月7日のラシン・サンタンデール戦でフル出場してトップチームデビューした。1998-99シーズンはトップチームで計14試合に出場したが、翌シーズンは主にBチームの試合に出場。1999年4月にはナイジェリアで開催されたFIFAワールドユース選手権に出場した。クラブでもともに戦うダニエル・アランスビアやパブロ・オルバイスらとともに参加し、決勝でU-20日本代表を破って優勝した。2000-01シーズンにはトップチームでレギュラーの座を獲得し、2000年12月10日のレアル・オビエド戦(4-0)での2得点を含む6得点を挙げた。2003-04シーズンは自己ベストのリーグ戦11得点を挙げ、UEFAカップ出場権を得る5位でシーズンを終えた。2004-05シーズン途中にスペイン代表に初招集されたが出場機会はなかった。この頃は負傷することも多かったが出場を続け、2006-07シーズンはリーグ戦全38試合出場5得点の成績で17位での降格回避に携わった。
ジェステは不安定な性格で知られ、2007-08シーズンと2008-09シーズン合わせて5度の退場処分（加えて14枚のイエローカード）を受けている。このうちのひとつは2009年３月15日のレアル・マドリード戦(2-5)でイケル・カシージャスを突き飛ばしたために受けたものだった。2009-10シーズンは常時出場とはいかず、またホアキン・カパロス監督によって1ヶ月以上もチームから外されていた時期もあった。2010年３月25日のアトレティコ・マドリード戦(0-2)で復帰したものの、その試合で退場処分を受けた。5月9日のレアル・マドリード戦(1-5)ではチーム唯一の得点を挙げた。シーズン終了後、契約満了によりチームを離れることが発表された。

### アル・ワスルFC
2010年6月19日、31歳のジェステはアラビアン・ガルフ・リーグのアル・ワスルFCと2年契約を結んだ。2011年3月、エティサラート・エミレーツ・カップ準決勝のアル・アインFC戦の50分（正確には49分27秒）に相手が得点を決めたが、ゴールセレブレーションが終わらないうちに試合が再開されてジェステがセンターサークルからシュートを放ち、オランダのVoetbal Stijl紙が「サッカー史上最速の同点ゴール」と表現する得点を挙げた。この時も50分（正確には49分54秒）であった。シュートの際に別の選手がセンターサークル内におり、キックオフの笛から一度もパスをすることなくシュートしたため、この得点が正当なものかどうか議論が巻き起こったが、ゴールネットを揺らすすぐ前に一度地面でバウンドし、さらにセンターサークル内にいた選手がアル・アインの選手であったことから、後に規約に基づく得点であることが確かめられた。

### オリンピアコスFC以降
2011年夏に自由契約となったが、7月22日に恩師エルネスト・バルベルデ監督が率いるギリシャ・スーパーリーグのオリンピアコスFCと1年契約を交わした。しかし翌年1月17日にはクラブとの契約解除で合意。バニーヤースSCへ加入しUAEに復帰した。

### 指導者時代
2014-15シーズンより、セグンダ・ディビシオンBのCDエルデンセの指揮官として招聘されるも11月に退団。2016-17シーズンより同クラブに復帰するが、2016年9月12日に解任されることが発表された。

## タイトル

### クラブ
バスコニア
- テルセーラ・ディビシオン : 1997-98

オリンピアコス
- ギリシャ・スーパーリーグ : 2011-12

### 代表
スペイン U-20
- FIFAワールドユース選手権 : 1999